# Euphrynichus amanica
Euphrynichus amanica är en spindeldjursart som först beskrevs av Werner 1936.  Euphrynichus amanica ingår i släktet Euphrynichus och familjen Phrynichidae. Inga underarter finns listade i Catalogue of Life.